# التلفزيون الأيرلندي في 2013
هذه قائمة بالأحداث المتعلقة بالتلفزيون في أيرلندا من عام 2013.

## الأحداث

### يناير
- 6 يناير - أفيد أن شون غالاغر، المرشح السابق للانتخابات الرئاسية الأيرلندية لعام 2011، يبدأ إجراءات قانونية ضد راديو وتلفزيون أيرلندا بسبب حادثة في مناظرتها الرئاسية في خط المواجهة حيث نُسبت تغريدة خطأ إلى حساب تويتر الرسمي لـ شين فين ' مارتن ماكجينيس.[1]
- 7 كانون الثاني (يناير) - الظهور الأول لأول دراما ذاتية الإنتاج لقناة فيرجن ميديا ون بعنوان «الخداع» ، والتي تدور أحداثها في مبنى سكني بعد سلتيك تايجر في غالواي.[2][3]
- 30 كانون الثاني (يناير) - مدير برامج القناة الخامسة السابق، تم تعيين جيف فورد من قبل قناة فيرجن ميديا ون ليصبح مدير المحتوى الجديد، وهو المنصب الذي سيشغله في فبراير.[4]
- 31 يناير - الأرقام التي نشرتها تام إيرلندا / نيلسن تشير إلى أن المشاهدين في أيرلندا شاهدوا ما معدله 3.35 ساعة من التلفزيون يوميًا (25 ساعة في الأسبوع) في عام 2012.[5]

### فبراير
- 1 فبراير - بات كيني، آخر مقدم لبرنامج الخط الأمامي، يعود لاستضافة نسخة من برنامج البرنامج المتأخر المتأخر بعد وفاة والد المضيف المنتظم ريان توبريدي في وقت سابق من الأسبوع.[6][7]
- 5 فبراير - إطلاق قناة الحصان الإيرلندي، وهي أول قناة تلفزيونية إيرلندية مخصصة لسباق الخيل ورياضات الخيول الأخرى.[8]
- 7 فبراير - أفاد موقع شبكة الأفلام والتلفزيون الأيرلندية أن مرحلة ما قبل الإنتاج قد بدأت على أن برونتاناس، وهو فيلم مثير من خمسة أجزاء باللغة الأيرلندية تم عرضه في كونامارا وسيتم بثه على تي جي4 في عام 2014.[9]
- 25 فبراير - عملاق الاتصالات بي تي، الذي اشترى حقوق بعض مباريات الدوري الإنجليزي الممتاز في عام 2012، يوسع استثماره في البث الرياضي من خلال شراء قنوات إي إس بي إن في بريطانيا وأيرلندا.[10]

### مارس
- 4 مارس - قالت شركة فايكينغ دايركت لمتاجر التجزئة على الإنترنت إنها لا تستطيع تلبية الطلبات المقدمة للحصول على تلفزيون ثلاثي الأبعاد مقاس 51 بوصة بسعر غير صحيح عند 6.49 يورو بدلاً من 649 يورو. تم تقديم آلاف الطلبات خلال اليومين المتاحين للعرض، لكن العملاء لن يتلقوا مشترياتهم، ولن يحصلوا على رد تلقائي.[11]
- 7 مارس - افتتح وزير الاتصالات والطاقة والموارد الطبيعية بات رابيت رسميًا مركز إنتاج سوني إتش دي الجديد لشركة فيرجن ميديا ون بتكلفة 5 ملايين يورو في باليمونت.[12]
- 14 مارس - تم بث شريط لوري، الذي يحتوي على محادثة هاتفية بين السياسي الفاسد مايكل لوري ووكيل الأراضي كيفن فيلان، بالكامل الليلة مع فينسنت براون.[13][14]

### أبريل
- 11 نيسان / أبريل - انتقدت قناة فيرجن ميديا ون اللوائح الجديدة التي تحظر على الصحفيين الإذاعيين والتلفزيونيين التعبير عن رأيهم على الهواء في الأخبار وقضايا الشؤون الجارية باعتبارها «امتداداً قاسياً لسيطرة الدولة على وسائل الإعلام».[15]
- 28 أبريل - فاز كيث هانلي بالمسلسل الثاني من صوت أيرلندا.[16]

### مايو
- 21 مايو - وزير العدل آلان شاتر يعتذر للنائب المستقل ميك والاس في دويل أيرن بعد أن كشف عن إعفاء والاس من الحصول على نقاط جزاء لاستخدامه هاتفًا محمولًا أثناء القيادة أثناء نقاش حول أشخاص يهربون من نقاط العقوبة في إصدار من راديو وتلفزيون أيرلندا برايم الوقت . وكان شاتر قد اعترف في وقت سابق بتلقي معلوماته من مفوض غاردا مارتن كالينان، لكنه ادعى أنه ليس «يعمل على جمع ملفات سرية عن السياسيين».[17][18]
- 30 مايو - تم الإعلان عن ثلاث صفقات دولية من قبل شبكة أيرلندا التلفزيونية ومقرها دبلن والتي ستشهد 50 فيلمًا قصيرًا إيرلنديًا يتم بثها على القنوات التلفزيونية في الأمريكتين وأوروبا والشرق الأوسط.[19]

### يونيو
- 3 حزيران (يونيو) - أطلِقَت اير تي في، وهي خدمة تلفزيونية عبر الإنترنت مملوكة لأيرلنديين تم إطلاقها منذ 18 شهرًا، تقارير عن زيادة بنسبة 130٪ على أساس سنوي في نسبة المشاهدة في الربع الأول من عام 2013.[20]
- 5 يونيو - مصنعو المواد الغذائية ينتقدون خطط هيئة الإذاعة الأيرلندية لإدخال لوائح جديدة تحظر الإعلانات التلفزيونية والإذاعية للأطعمة التي تحتوي على نسبة عالية من الدهون والملح والسكر خلال برامج الأطفال.[21]
- 25 يونيو - وقعت شركة سيتانتا الرياضية صفقة لإتاحة قنوات بي تي الرياضية وإي إس بي إن في جمهورية أيرلندا اعتبارًا من 1 أغسطس.[22]

### يوليو
- 11 يوليو - فاين جايل تيتشتا دالا توم باري، الذي كان يشرب في حانة دايل، يثير عناوين الصحف الدولية بعد أن جذب زميله في الحفلة شين كولينز إلى حضنه على الهواء مباشرة خلال مناظرة دايل في وقت متأخر من الليل. وصف فاين جايل في وقت لاحق الحادث بأنه «سخيف» و «مزاجه». ومع ذلك، أثار هذا الحدث نقاشًا وطنيًا حول معاملة الرجال للنساء في السياسة الأيرلندية.[23][24]

### أغسطس
- 5 أغسطس - في صحيفة صنداي تايمز مقابلة مع صحفي ورجل الأعمال فنسنت براون ينتقد برامج حول المسافرون البث من قبل صاحب العمل فيرجن ميديا ون، قائلا: «إن القول انها محرجة لا يبدأ في وصف ذلك. لقد تراجعت وشجبت عليه. أشياء المسافرين مروعة ومروعة للغاية». ويقول أيضًا إنه عندما اشتكى إلى بن فرو المدير التنفيذي لقناة فيرجن ميديا ون، كان الأخير «مستمتعًا بسخطي، مما يعني أنني لا أستطيع الوصول إلى أي مكان به».[25][26]
- 22 آب (أغسطس) - أعلنت قناة فيرجن ميديا ون عن خططها لتكليف أول مسلسل تلفزيوني لها، ودعت شركات من أيرلندا والمملكة المتحدة لطرح الأفكار. ستتم دعوة الطلبات من سبتمبر.[27]
- 25 أغسطس - أظهر بحث أجرته هيئة الإذاعة الأيرلندية أن معظم المشاهدين ما زالوا يشاهدون التلفزيون على الأجهزة التقليدية؛ يشاهد 4.6٪ فقط المحتوى عبر الإنترنت.[28]
- 26 أغسطس - تظهر أحدث الأرقام من يو تي في ميديا أن أرباحها نصف السنوية انخفضت بنسبة 10٪، مع استمرار انخفاض عائدات الإعلانات الإذاعية في كل من بريطانيا وأيرلندا.[29]
- 27 أغسطس - تنشر حكومة دايل الواحدة والثلاثين خططًا لاستبدال ترخيص البث التلفزيوني برسم بث الخدمة العامة على جميع المساكن الأساسية وبعض الأعمال التجارية.[30] من المرجح أن يُعفى أصحاب العطلات والمنازل الثانية من الرسوم، مع تحمل عبء دفعها على المحتل.[31]

### سبتمبر
- 11 سبتمبر - أطلقت اير تي في أول تطبيق يتيح للمشاهدين تلقي محتوى متدفق مجاني لجميع مواد البث الأيرلندية.[32]
- 20 سبتمبر - الذكرى الخامسة عشرة لإطلاق فيرجن ميديا ون.[33]

### أكتوبر
- 18 أكتوبر - قال جو برولي، خبير كرة القدم في راديو وتلفزيون أيرلندا الغيلي، إنه «ليس من شأن أي شخص آخر» إذا تم تسمية أندية أو بطولات الرابطة الغيلية الرياضية على اسم الجماعات شبه العسكرية الجمهورية الميتة، بعد أن انتقد بعض السياسيين الوحدويين هذه الممارسة باعتبارها تمجيدًا للإرهاب. وتأتي هذه التعليقات في أعقاب حضور الوزير الأول لإيرلندا الشمالية بيتر روبنسون حفل عشاء تعاون إيرلندي عقد مساء اليوم السابق للاعتراف بجهود الرابطة الغيلية الرياضية في بناء علاقات مجتمعية أفضل.[34][35]
- 28 أكتوبر - فازت المغنية إيديل لينش على قناة فيرجن ميديا ون Celebrity Apprentice Ireland.[36]

### شهر نوفمبر
- 6 نوفمبر - أعلنت يو تي في ميديا عن خطط لإطلاق يو تي في إيرلندا، وهي قناة تلفزيونية تستهدف الجماهير في جمهورية أيرلندا. إذا أعطيت إشارة البدء من هيئة البث الأيرلندية، فستبث القناة على الهواء اعتبارًا من عام 2015، وستعرض بعض محتوى آي تي في الذي يبث حاليًا بواسطة فيرجن ميديا ون.[37]
- 7 تشرين الثاني (نوفمبر) - قدمت 16 شركة إنتاج أفكارًا إلى فيرجن ميديا ون للحصول على صابون مرتين في الأسبوع، بما في ذلك انتاجات لايم، التي تنتج الصابون هوليوكس الخاص بالقناة الرابعة، حسبما ذكرت صحيفة الأوقات الإيرلندية.[38]
- 7 نوفمبر - فاز ستيفن تشيشولم بالمسلسل الأول من مسلسل الإيرلندي العظيم يخبز على قناة فيرجن ميديا ون.[39]
- 14 نوفمبر - أعادت ساورفيو إطلاق موقعها على الإنترنت لتشجيع المشاهدين الذين لم يفعلوا ذلك بعد على التحول إلى التلفزيون الرقمي.[40]

### ديسمبر
- 8 ديسمبر - أفادت صحيفة صنداي إندبندنت أن جيمس بوند سيعود إلى التلفزيون الأرضي في عيد الميلاد بعد أن وقعت راديو وتلفزيون أيرلندا صفقة مع إم جي إم وسوني لبث الأفلام، وانتهاء حقوق بي سكاي بي الحصرية في الامتياز.[41]
- 9 ديسمبر - أعرب جو مولهولاند، المدير العام السابق لـ راديو وتلفزيون أيرلندا عن مخاوفه بشأن تأثير التخفيضات على جودة البرامج التي تنتجها المذيع، محذرًا من أنهم يمرون «بأوقات خطيرة».[42]
- 16 ديسمبر - إطلاق راديو وتلفزيون أيرلندا الأول إتش دي.[43]
- 18 ديسمبر - ذكر الرئيس التنفيذي لمجلس الأفلام الأيرلندي، جيمس هيكي، أن صناعة الأفلام والتلفزيون والرسوم المتحركة في أيرلندا حققت نشاطًا بقيمة 168 مليون يورو في عام 2013، بزيادة قدرها 18 في المائة عن عام 2012 وأفضل عام لها حتى الآن.[44]
- 28 ديسمبر - تقييمات 25 ديسمبر تشير إلى أن الممثل الكوميدي بريندان أوكارول عرض السيدة. حقق أولاد براون أعلى أرقام مشاهدة في يوم عيد الميلاد في كل من أيرلندا والمملكة المتحدة. وبلغ عدد مشاهديها 832 ألفًا ، وتصدرت التصنيف الأيرلندي للعام الثالث على التوالي، بينما حققت الحلقة في المملكة المتحدة، التي تحمل عنوان بوكين مامي، جمهورًا بلغ 9.4 مليون.[45]

## لأول مرة

### راديو وتلفزيون أيرلندا
- 3 يناير - مباريات وينين جيمي على راديو وتلفزيون أيرلندا الأول (2013)
- 28 يناير - الطبعة الصباحية على راديو وتلفزيون أيرلندا الأول (2013-2014)
- 12 مايو - سقوط راديو وتلفزيون أيرلندا الأول (2013-2016)
- 14 يوليو - مشاهير رئيس طهاة إيرلندا على راديو وتلفزيون أيرلندا (2013)
- 26 يوليو - الضربة على راديو وتلفزيون أيرلندا الأول (2013)
- 10 أيلول (سبتمبر) - يعيش النقيب الثاني على راديو وتلفزيون أيرلندا الثاني (2013 إلى الوقت الحاضر)

### فيرجن ميديا ون
- 4 يناير - عرض العطلة (2013)
- 7 كانون الثاني (يناير) - الخداع (2013 إلى الوقت الحاضر)
- 12 فبراير - على الأريكة (2013)
- 19 سبتمبر - الإيرلندي العظيم يخبز(2013-2015)
- 23 سبتمبر - أيرلاندا مبتدئ المشاهير (2013)

### تي جي4
- 1 أيلول - الأسد الصاخب را راه (2011-2018)
- 6 سبتمبر - عالم غامبول المدهش (2011-2019)

## البرامج التلفزيونية الجارية

### الستينيات
- أخبار راديو وتلفزيون أيرلندا: الساعة التاسعة (1961 إلى الوقت الحاضر)
- أخبار راديو وتلفزيون أيرلندا: ستة واحد (1962 إلى الوقت الحاضر)
- أواخر العرض المتأخر (1962 إلى الوقت الحاضر)

### السبعينيات
- برنامج العرض المتأخر المتأخر للألعاب (1975 إلى الوقت الحاضر)
- راديو وتلفزيون أيرلندا الأخبار على اثنان (1978 إلى الوقت الحاضر)
- لعبة الأحد (1979 إلى الوقت الحاضر)

### 1980s
- فير سيتي (1989 حتى الآن)
- أخبار راديو وتلفزيون أيرلندا: الساعة الواحدة (1989 إلى الوقت الحاضر)

### التسعينيات
- هل تصدق (التسعينيات حتى الآن)
- خط الفوز (1990 إلى الوقت الحاضر) تصحيح
- وقت الذروة (1992 إلى الوقت الحاضر)
- نواخت رتي (1995 إلى الوقت الحاضر)
- نواخت تي جي4 (1996 إلى الوقت الحاضر)
- روسنارن (1996 إلى الوقت الحاضر)
- فيرجن ميديا ون أخبار (1998 إلى الوقت الحاضر)
- إيرلندا صباحا (1999 إلى الوقت الحاضر)
- إختصار البينغو (1999 إلى الوقت الحاضر)

### 2000s
- على الصعيد الوطني (2000 إلى الوقت الحاضر)
- فيرجن ميديا ون الأخبار في الخامسة والنصف (2001 إلى الوقت الحاضر) - المعروف الآن باسم 5.30
- ضد الرأس (2003 إلى الوقت الحاضر)
- الأخبار اليوم (2003 إلى الوقت الحاضر)
- أصوات أخرى (2003 إلى الوقت الحاضر)
- ليلة السبت مع ميريام (2005 إلى الوقت الحاضر)
- الأسبوع في السياسة (2006 إلى الوقت الحاضر)
- الليلة مع فينسينت براون (2007-2017)
- Xposé (2007 إلى الوقت الحاضر)
- في خدمتك (2008 إلى الوقت الحاضر)
- البطولة (بث مباشر) (2008 إلى الوقت الحاضر) - تم تغيير علامتها التجارية الآن باسم الرابطة الغيلية الرياضية في 3
- منتصف النهار (2008-2016)
- عملية التحول (2008 إلى الوقت الحاضر)
- أخبار إي ثلاثة (2009 إلى الوقت الحاضر)
- عرين التنانين (2009 إلى الوقت الحاضر)
- منتصف الأسبوع (2009-2014)
- جمهورية اختصار (2009-2016)
- أنبوبان (2009 إلى الوقت الحاضر)

### 2010s
- الأسبوعية المصورة الأيرلندية (2012 إلى الوقت الحاضر)
- جاك تايلور (2010 إلى الوقت الحاضر)
- الحب / الكراهية (2010 إلى الوقت الحاضر)
- عرض ليلة السبت (2010-2015)
- مدام. أولاد براون (2011 إلى الوقت الحاضر)
- عرض GAA (2011 إلى الوقت الحاضر)
- رئيس طهاة إيرلندا (2011 إلى الوقت الحاضر)
- تحقيقات بول كونولي (2011-2015)
- بطولة المسائل (2012 إلى الوقت الحاضر)
- ثروات العائلة (2012-2014)
- اليوم (2012 إلى الوقت الحاضر)
- عرض ماريو روزنستوك (2012-2016)
- صوت إيرلندا (2012-2016)
- الأعمال (2011 إلى الوقت الحاضر)

## تنتهي في عام 2013
- 4 يناير - يا إلهي مصنع أحلام جيدوارد(2011-2013)
- 10 كانون الثاني (يناير) - زوجات دبلن (2012-2013)
- 28 يناير - واحد إلى واحد (2006-2013)
- 29 يناير - خط المواجهة (2009-2013)
- 8 فبراير - عرض العطلة (2013)
- 10 فبراير - خام (2008-2013)
- 8 مارس - خذني للخارج (2010-2013)
- 9 أبريل - على الأريكة (2013)
- مايو - الدوري الممتاز لكرة القدم السبت (1998-2013)
- 13 يونيو - تعال وتناول العشاء معي (2011-2013) و تعال وتعشى مع المشاهير(2012-2013)
- أغسطس - لعبة الأموال الضخمة (2008-2013)
- 30 أغسطس - الضربة (2013)
- 27 سبتمبر - العرض الصباحي مع سيبيل ومارتن (2009-2013)
- أكتوبر - ليلة الاثنين لكرة القدم (2008-2013)

## حالات الوفاة
- 27 يناير - إيمون دي بويتليار، 83، كاتب ومخرج أفلام وثائقية [46]